# Szerelmem szelleme
A Szerelmem szelleme (eredeti cím: Waking the Dead) 2000-ben bemutatott amerikai filmdráma, melyet Scott Spencer Waking the Dead című regényéből Keith Gordon rendezett. A főbb szerepekben Billy Crudup és Jennifer Connelly látható.
Világpremierje 2000. január 22-én volt a Sundance Filmfesztiválon. Magyarországon október 5-től vetítették a mozikban.

## Történet
A film az 1970-es és 1980-as évek között váltakozik. Fielding Pierce parti rendőr politikai ambíciókat dédelget, míg párja, Sarah Williams idealista római katolikus, akit a hátrányos helyzetűeknek az életminőségét javító programok vonzanak. Sarahnak vegyes érzései vannak Fielding karriercéljaival kapcsolatban.
Fielding a tévében lát egy híradást egy bombatámadásról. Az egyház kirándulást szervezett Chilébe, hogy a szegények élelmezését segítse, és az elnyomó Pinochet-diktatúrával szembeni ellenállást tanúsítson. A bombatámadásban az autó felrobban, és Sarah életét veszti. Fielding soha nem heveri ki teljesen a nő halálát, és egyre inkább kísérti a múlt, amelyben a pár romantikusan ugyanolyan közel állt egymáshoz, mint amennyire politikailag távol álltak egymástól. Megosztotta őket a férfi vágya, hogy a rendszeren belül dolgozzon, és a nő meggyőződése, hogy a rendszer minden rossz gyökere. Sarah iránti megszállottsága lassan veszélybe sodorja karrierjét, közelgő házasságát és épelméjűségét.
A film végén nem derül ki egyértelműen, hogy Sarah életét vesztette-e. Fielding nővére, Caroline arról számol be, hogy néhány évvel később látta Saraht az utcán, maga Fielding pedig állítólag találkozik vele, miután megválasztották az Egyesült Államok kongresszusába, hogy aztán elgondolkodjon azon, vajon nem csupán hallucináció volt-e a nő.

## Szereplők
| Szerep            | Színész            | Magyar hangja   |
| ----------------- | ------------------ | --------------- |
| Fielding Pierce   | Billy Crudup       | Széles Tamás    |
| Sarah Williams    | Jennifer Connelly  | Németh Borbála  |
| Juliet Beck       | Molly Parker       | Urbán Andrea    |
| Caroline Pierce   | Janet McTeer       | Orosz Anna      |
| Danny Pierce      | Paul Hipp          | Bozsó Péter     |
| Kim               | Sandra Oh          | n.a             |
| Isaac Green       | Hal Holbrook       | Tolnai Miklós   |
| Francisco Higgens | Nelson Landrieu    | Balázsi Gyula   |
| Gisela Higgens    | Ivonne Coll        | n.a             |
| Kinosis kormányzó | Lawrence Dane      | n.a             |
| Jerry Charmichael | Ed Harris          | Versényi László |
| Angelo Bertelli   | Larry Marshall     | n.a             |
| Fielding apja     | Stanley Anderson   | Makay Sándor    |
| Fielding anyja    | Patricia Gage      | n.a             |
| Mileski atya      | John Carroll Lynch | Juhász György   |
| Tony Dayton       | Bruce Dinsmore     | Kardos Gábor    |
| Adele Green       | Mimi Kuzyk         | n.a             |
| Sonny Marchi      | Tony Calabretta    | n.a             |
| Otto Ellis        | Walter Massey      | Horkai János    |
| Stanton atya      | Bernard Behrens    | Versényi László |

## Fogadtatás

### Kritikai visszhang
A film vegyes fogadtatásban részesült a kritikusok részéről. A Rotten Tomatoeson 50%-os minősítést ért el 56 értékelés alapján. Jonathan Rosenbaum a Chicago Readertől azt írta: „Egyetlen egyértelmű okot tudok felhozni, amiért érdemes megnézni a Szerelmem szelleme című filmet, és az Jennifer Connelly.” Roger Ebert úgy vélte a filmről, hogy „amikor érzelmi tőkét invesztálunk, megérdemelnénk a megtérülést.” Wesley Morris a San Francisco Examinertől azt írta: „Bármennyire is szeretne Crudup és Connelly belekeveredni ebbe a történetbe, az ő fiatalságuk, a felnőttkor kínzó hiánya megakadályozza, hogy a film hitelesebb legyen, mint egy szűkös, érettségiző randevú.”
A MetaCritic 59 pontot ért el a 100-ból. Kevin Thomas a Los Angeles Timestól azt írta: „Ez egy szokatlanul intelligens és szigorú film, amely egy összetett korszakot világít meg, és a középpontjában álló románc is kivételes szenvedélyről és őszinteségről árulkodik.” Jonathan Foreman a New York Posttól azt írta: „Szerkezetileg hibás, időnként sántít, de szokatlan intelligenciával és finomsággal megírt.” Peter Travers a Rolling Stone-tól azt írta: „Gordon előcsalogat néhány megható jelenetet, de ez nem elég ahhoz, hogy elvigye a filmet, amely többet ígér, mint amennyit teljesít.”

### Bevétel adatai
A Box Office Mojo 250 ezer dolláros bevételről ír, a költségvetésről nincs elérhető adat.